# Гликман, Исаак Давыдович
Исаа́к Давы́дович (Дави́дович) Гли́кман (11 января 1911, Бешенковичи, Лепельский уезд, Витебская губерния — 31 июля 2003, Санкт-Петербург) — советский литературовед, театровед, либреттист, сценарист, музыковед. Профессор Санкт-Петербургской консерватории.

## Биография
Родился 11 января 1911 года в местечке Бешенковичи Витебской губернии, в семье владельца магазина мануфактурных товаров Давида Шоломовича Гликмана (1880—1931), уроженца Бешенковичей, и его жены Фейги Берковны (в девичестве Новик, 1887—1978), в которой было ещё два сына: Соломон (1907—1941), пропавший без вести на фронте в Великую Отечественную войну, и Гавриил, ставший выдающимся художником и скульптором. Дед, Шолом Мовшевич Гликман (1856—1934), с 1893 года был лепельским купцом второй гильдии, владевшим в Бешенковичах складами соли, хлеба и других продовольственных товаров, а также одним из учредителей Общества пособия бедным евреям в местечке Бешенковичи Лепельского уездa.
По совету В. Э. Мейерхольда поступил на филологический факультет Ленинградского университета, где его научным руководителем был В. Ф. Шишмарёв. В Ленинградском Техникуме сценических искусств был учеником И. И. Соллертинского.
В начале 1930-х годов начинает публиковаться в различных периодических изданиях Ленинграда в качестве театрального обозревателя — деятельность, продолжавшаяся несколько десятилетий. Позднее, по приглашению И. И. Соллертинского, художественного руководителя Ленинградской Филармонии, заведовал культмассовым отделом Филармонии.
По приглашению ведущих ленинградских режиссёров, в том числе, Л. С. Вивьена и Н. П. Акимова, тесно сотрудничал, в частности, с Театром им. Пушкина и Театром Комедии. Служил также в Ленинградском радиокомитете, создавая т. н. конферансы для музыкальных и театральных передач.
В 1942 году защитил диссертацию на соискание учёной степени кандидата филологических наук по теме «Драматургия Жана-Франсуа Реньяра». В 1940-е годы он возглавлял литературную часть Малого оперного театра. С. М. Бенгельсдорф вспоминает, что тот период творческого подъёма (несмотря на суровое время) Малого театра:
… справедливо назывался творческой лабораторией современных опер. Сотрудничая с композиторами, либреттистами, постановщиками, Гликман помогал рождению новых сценических произведений, вошедших в золотой фонд мирового оперного искусства, и среди них, в первую очередь, «Война и мир» Сергея Прокофьева по одноимённому роману Льва Толстого …
Несколько десятилетий Исаак Гликман работал на киностудии «Ленфильм» музыкальным консультантом и редактором, помогал Григорию Козинцеву в работе над фильмами «Гамлет» и «Король Лир» (с музыкой Шостаковича). Состоял членом художественного совета «Ленфильма».
На факультете музыкальной режиссуры, основанном профессором Эммануилом Капланом в Ленинградской консерватории, Исаак Давыдович преподавал предмет «История театра». Все студенты с восторгом отзывались о своем Учителе — профессоре Исааке Гликмане, он преподносил предмет с большим интересом, рассказывал так, что все слушали раскрыв рот его лекции по истории зарубежного и русского театра.
Исаак Гликман — глубокий знаток законов драматургии музыкального театра и кинематографа. Автор переводов с французского языка оперы «Кармен» и оперетты «Перикола». По театральной драматургии Исаак Давыдович написал работы о Мольере, статьи о Карло Гольдони, А. В. Сухово-Кобылине, о драматургии Ж.-Ф. Реньяра («Библиотека драматурга») и монографию «Мейерхольд и музыкальный театр».
В числе других работ — вступительные статьи к сборнику рассказов Ф. Брета Гарта, к сборникам поэзии Николая Языкова, Николая Щербины, Ивана Козлова (две последние — в «Большой библиотеке поэта»), к трилогии А. В. Сухово-Кобылина. Подготовил к изданию «Стихотворения» Ивана Козлова для Малой серии Библиотеки поэта. Автор либретто балета Моисея Вайнберга «Золотой ключик». В 1982 году с Ю. Н. Григоровичем написал новое либретто для балета Дмитрия Шостаковича «Золотой век».
На протяжении четырёх десятилетий И. Д. Гликмана связывала близкая дружба с Д. Д. Шостаковичем. Гликману посвящён третий романс цикла Шостаковича «Шесть романсов на стихи английских поэтов» (1942). В 1993 году Гликман опубликовал около 300 сохранившихся писем Шостаковича к нему (1941—1975) с предисловием и подробными комментариями — «Письма к другу. Дмитрий Шостакович — Исааку Гликману». Публикация книги стала сенсационным событием. Она была переведена на несколько языков и по сей день остаётся одним из важнейших и надёжных в своей неоспоримой достоверности источников для биографов и исследователей творчества Шостаковича во всём мире.
Похоронен на кладбище Санкт-Петербургского крематория.

## Фильмография
- 1962 — «Черёмушки», музыкальный фильм Герберта Раппапорта на музыку Шостаковича с Ольгой Заботкиной — сценарист
- 1968 — «Лебединое озеро», экранизация балета «Лебединое озеро» с Еленой Евтеевой и Джоном Марковским — сценарист
- 1969 — «Князь Игорь», премьера 1971, фильм Романа Тихомирова, с Борисом Хмельницким — сценарист

## Балетные либретто
- «Золотой век» (вариант 1982 года), поставленный Юрием Григоровичем в Большом театре
- «Встреча», на музыку Девятой симфонии Шостаковича
- «Бык на крыше», на музыку Дариюса Мийо
- «Золотой ключик», на музыку Моисея Вайнберга

## Автор сценариев, исторический консультант и/или редактор[18]
- «Гамлет»
- «Анафема» по А. Куприну
- «Всё остаётся людям»
- «Ведьма» по Чехову
- «Дон Сезар де Базан»
- «Отцы и Дети» по Тургеневу
- «Пёстрые рассказы» по Чехову
- «Третья молодость»
- «Прощание с Петербургом»

### Фильмы-оперы
- «Евгений Онегин» Петра Чайковского по одноимённому роману Александра Пушкина
- «Пиковая дама» Петра Чайковского по одноимённой повести Александра Пушкина
- «Князь Игорь» А. П. Бородина по «Слово о полку Игореве»
- «Флория Тоска» Джакомо Пуччини по одноимённой драме Викторьена Сарду
- «Катерина Измайлова»

### фильмы-оперетты
- «Мистер Икс»,
- «Свадьба в Малиновке» Андрея Тутышкина, экранизация оперетты Бориса Александрова
- «Крепостная актриса» — музыкальный фильм 1963 года по оперетте Николая Стрельникова «Холопка»,
- «Москва-Черёмушки» — Герберта Раппапорта, киноверсия оперетты Шостаковича «Москва, Черёмушки»